# Coppa dei Balcani 1932 (nazionali)
La Coppa dei Balcani 1932 (1932 Balkan Cup ) fu la terza edizione della Coppa dei Balcani, competizione calcistica per nazioni. La competizione si svolse in Jugoslavia dal 26 giugno al 3 luglio 1932 e vide la partecipazione di quattro squadre: Bulgaria, Grecia, Jugoslavia e Romania.

## Formula
- Qualificazioni

Nessuna fase di qualificazione. Le squadre sono qualificate direttamente alla fase finale.
- Fase finale

Girone unico - 4 squadre, giocano partite di sola andata. La vincente si laurea campione dei Balcani.

## Stadi
| Belgrado | Belgrado         |
| -------- | ---------------- |
| Belgrado | Stadio BSK       |
| Belgrado | Capienza: 26.000 |
| Belgrado |                  |

## Squadre partecipanti
| Pr. | Squadra    | Data di qualificazione certa | Partecipante in quanto | Partecipazioni precedenti al torneo | Ultima presenza |
| --- | ---------- | ---------------------------- | ---------------------- | ----------------------------------- | --------------- |
| 1   | Bulgaria   | -                            | Qualificata di diritto | 2 (1929-1931, 1931)                 | Bulgaria 1931   |
| 2   | Jugoslavia | -                            | Qualificata di diritto | 2 (1929-1931, 1931)                 | Bulgaria 1931   |
| 3   | Grecia     | -                            | Qualificata di diritto | 1 (1929-1931)                       | 1929-1931       |
| 4   | Romania    | -                            | Qualificata di diritto | 1 (1929-1931)                       | 1929-1931       |

Nella sezione "partecipazioni precedenti al torneo", le date in grassetto indicano che la nazione ha vinto quella edizione del torneo, mentre le date in corsivo indicano la nazione ospitante.

## Fase finale

### Girone unico

#### Classifica
| Pos | Squadra    | P.ti | G | V | N | P | GF | GS | DR  |
| --- | ---------- | ---- | - | - | - | - | -- | -- | --- |
| 1   | Bulgaria   | 6    | 3 | 3 | 0 | 0 | 7  | 2  | +5  |
| 2   | Jugoslavia | 4    | 3 | 2 | 0 | 1 | 12 | 5  | +7  |
| 3   | Romania    | 2    | 3 | 1 | 0 | 2 | 4  | 5  | -1  |
| 4   | Grecia     | 0    | 3 | 0 | 0 | 3 | 1  | 12 | -11 |

#### Risultati
| Arbitro: | Xifando |

|                                                                                           |           |           |
| Tirnanić 5’ Glišović 15’ Zečević 51’, 84’ Živković 51’ (rig.), 62’ (rig.) Vujadinović 80’ | Marcatori | 4’ Kitsos |

| Arbitro: | Popović |

|                        |           |  |
| Peshev 65’ Panchev 89’ | Marcatori |  |

| Arbitro: | Chumpalov |

|  |           |                                  |
|  | Marcatori | 6’ Ciolac 9’ Schwartz 16’ Bodola |

| Arbitro: | Hatzopoulos |

|                   |           |                                    |
| Živković 84’, 89’ | Marcatori | 4’ Angelov 35’ Panchev 47’ Lozanov |

| Arbitro: | Istrate |

|                               |           |  |
| Angelov 71’ Peshev 85’ (rig.) | Marcatori |  |

| Arbitro: | Hatzopoulos |

|                                          |           |            |
| Zečević 21’ Živković 30’ Vujadinović 42’ | Marcatori | 36’ Kovács |

## Statistiche

### Classifica marcatori
5 reti
- Aleksandar Živković

3 reti
- Dobrivoje Zečević

2 reti
- Lyubomir Angelov
- Asen Panchev
- Asen Peshev
- Đorđe Vujadinović

1 rete
- Mihail Lozanov
- Nikos Kitsos
- Aleksandar Tirnanić
- Svetislav Glišović
- Iuliu Bodola
- Gheorghe Ciolac
- Miklós Kovács
- Alexandru Schwartz